# Michael Pfeiffer (Politiker)
Michael Pfeiffer (* 6. Juli 1962 in Gelsenkirchen) ist ein deutscher Kommunalpolitiker (parteilos) und seit Mai 2023 Oberbürgermeister der baden-württembergischen Stadt Gaggenau.

## Leben
Pfeiffer wuchs in Gelsenkirchen auf. 1982 legte er das Abitur am dortigen Leibniz-Gymnasium ab. Anschließend leistete er von 1982 bis 1983 Zivildienst im Kreiskrankenhaus Rheinfelden (Baden) und im Kreispflegeheim in Weil am Rhein. Von Januar bis August 1984 war er als Pflegehelfer im St. Nikolai-Spitalfonds in Waldkirch tätig. Von 1984 bis 1988 absolvierte er ein duales Studium für den gehobenen nichttechnischen Verwaltungsdienst bei der Stadt Waldkirch und an der Hochschule Kehl. Er schloss das Studium als Diplom-Verwaltungswirt (FH) ab. Von 1992 bis 1993 absolvierte er den berufsbegleitenden Zertifikats-Studiengang „Umweltingenieurwesen Gewässerschutz“ an der Technischen Universität Braunschweig. Von 2006 bis 2011 studierte er ebenfalls berufsbegleitend „Wasser und Umwelt“ an der Bauhaus-Universität Weimar. Er schloss das Studium mit dem Master of Science ab.
Zwischen 1988 und 2015 bekleidete Pfeiffer verschiedene leitende Positionen der Stadt Bühl und war stellvertretender Geschäftsführer des Zweckverbandes Hochwasserschutz im Raum Baden-Baden/Bühl. 2013 wurde er zum Stadtbaurat ernannt. Von 2015 bis 2023 war er erster Beigeordneter in Gaggenau. In dieser Funktion geriet er 2017 ins Licht der internationalen Öffentlichkeit, als er in Abwesenheit des Oberbürgermeisters den geplanten Wahlkampfauftritt des türkischen Justizministers Bekir Bozdağ in einer Halle im Stadtteil Bad Rotenfels untersagte.
Von 1994 bis 1999 war Pfeiffer ehrenamtlicher Ortsvorsteher des Lichtenauer Stadtteils Ulm. Seit 2019 ist er Mitglied des Kreistags des Landkreises Rastatt; er gehört dort der SPD-Fraktion an.
Am 2. April 2023 wurde Pfeiffer mit 62,31 Prozent der Stimmen im ersten Wahlgang zum Oberbürgermeister von Gaggenau gewählt. Er setzte sich dabei gegen den amtierenden Oberbürgermeister Christof Florus durch. Am 22. Mai 2023 fand die Amtseinführung statt.
Pfeiffer ist in zweiter Ehe verheiratet und hat erwachsene Kinder.